# نام جنگی
نام جنگی یک نام مستعار است که توسط کسی انتخاب می‌شود تا وقتی درگیر یک فعالیت خاص، به ویژه جنگیدن در جنگ است، از آن استفاده کند.
در رژیم باستانی فرانسه، هر سرباز جدید (یا کاپیتان گروهانشان) هنگام ثبت‌نام در ارتش فرانسه، این نام را انتخاب می‌کرد. این نام‌های مستعار دارای یک شخصیت رسمی بودند و سلف شماره‌های شناسایی بودند: سربازان با نام کوچک، نام خانوادگی و نام‌های مستعار جنگی خود (مثلاً Jean Amarault dit Lafidélité) شناسایی می‌شدند. این نام‌های مستعار معمولاً به محل تولد سرباز (مثلاً Jean Deslandes dit Champigny، برای سربازی که اهل شهری به نام Champigny بود) یا به یک ویژگی فیزیکی یا شخصی خاص (مثلاً Antoine Bonnet dit Prettaboire، برای سربازی که آماده نوشیدن بود) مربوط می‌شدند. در سال ۱۷۱۶، نام مستعار جنگی برای هر سرباز اجباری بود. افسران نام‌های مستعار جنگی را انتخاب نمی‌کردند زیرا آنها را تحقیرآمیز می‌دانستند. در زندگی روزمره، این نام‌های مستعار می‌توانستند جایگزین نام خانوادگی واقعی شوند.
نام‌های مستعار جنگی به دلایل امنیتی توسط اعضای مقاومت فرانسه در جنگ جهانی دوم و مقاومت لهستان انتخاب می‌شدند. چنین نام‌های مستعاری اغلب توسط سربازان نیروهای ویژه نظامی، مانند اعضای سرویس هوایی ویژه و واحدهای مشابه مبارزان مقاومت، تروریست‌ها و چریک‌ها انتخاب می‌شوند. این عمل هویت آنها را پنهان می‌کند و ممکن است خانواده‌هایشان را از انتقام محافظت کند. همچنین ممکن است نوعی جدایی از زندگی خانوادگی باشد.
برخی از مردان معروفی که نام‌های جنگی را پذیرفتند عبارتند از: ایلیچ رامیرز سانچز (کارلوس شغال). ویلی برانت، صدراعظم آلمان غربی؛ فرمانده فرعی مارکوس، سخنگوی ارتش آزادیبخش ملی زاپاتیستا؛ و احمد الشرع (ابومحمد الجولانی)، رئیس‌جمهور سوریه.  در طول مبارزه زیرزمینی لحی علیه بریتانیا در فلسطین تحت قیمومیت، فرمانده سازمان، اسحاق شامیر (که بعدها نخست‌وزیر اسرائیل شد)، به افتخار مایکل کالینز ایرلندی، نام مستعار «مایکل» را برای خود برگزید. این نام مستعار همچنین به صورت سوئدونیم (suedonim) در یک غلط املایی رایج از کلمه اصلی، به منظور حفظ ارزش تلگراف‌ها در جنگ جهانی اول و دوم، به کار گرفته شد.
انقلابیون و رهبران مقاومت، مانند لنین، استالین، تروتسکی، گلدا مایر، فیلیپ لکلرک دو هاوتکلوک و یوسیپ بروز تیتو، اغلب پس از مبارزه ، نام‌های مستعار جنگی خود را به عنوان نام‌های خاص خود برگزیدند. جورجیوس گریواس، مبارز یونانی-قبرسی سازمان ملی مبارزان قبرس، نام مستعار جنگی دیگنیس (Διγενής) را برای خود برگزید. در لژیون خارجی فرانسه، سربازان تازه استخدام شده می‌توانند برای جدایی از زندگی گذشته خود، نام مستعار انتخاب کنند. مزدوران مدت‌هاست که از «نام‌های مستعار جنگی» استفاده می‌کنند، گاهی اوقات حتی بسته به کشور، درگیری و شرایط، از چندین هویت استفاده می‌کنند.  برخی از آشناترین لقب‌های جنگی امروزی، کنیه‌هایی هستند که توسط مجاهدین دولت اسلامی و اعضای القاعده استفاده می‌شوند. این‌ها به شکل یک کنیه، چه به صورت تحت‌اللفظی و چه به صورت مجازی، به کار می‌روند.
چنین نام‌های جنگی در آفریقا نیز استفاده شده است. بخشی از شکل‌گیری سربازان کودک شامل دادن چنین نام‌هایی به آنها بوده است. آنها همچنین توسط جنگجویان ارتش آزادی‌بخش خلق نامیبیا استفاده می‌شدند و برخی از جنگجویان این نام‌ها را به عنوان نام‌های دائمی خود حفظ کردند.